# انترا
انترا (انگلیسی: Entra) شرکت املاک و مستغلات نروژی است، که در سال ۲۰۰۰ تأسیس شد.